# Prussia nella guerra civile americana
Preoccupata di riunificare i vari stati tedeschi sotto la propria bandiera, la Prussia non prese parte attiva alla guerra civile americana. Ad ogni modo, diversi membri dell'esercito prussiano prestarono servizio come ufficiali e soldati in entrambi gli eserciti in guerra in America. Vi furono anche diversi osservatori militari inviati in Nord America ad osservare appunto le tattiche di guerra adottate dai diversi eserciti e farne tesoro nelle battaglie che successivamente la Prussia adotterà sul campo di battaglia.
Tra gli effetti apportati dalla Prussia alla guerra vi fu l'introduzione di un nuovo tipo di sella utilizzato dalla cavalleria dell'Unione: il generale nordista George McClellan aveva studiato accuratamente le selle prussiane ed il loro uso risultò basilare per lo sviluppo della sella McClellan.

## Membri notevoli
Sei generali che combatterono per l'Unione erano prussiani per nascita. Il più alto per rango di questi fu il maggiore generale Peter J. Osterhaus, comandante di corpo d'armata che prestò servizio sotto il generale William Tecumseh Sherman nella sua marcia verso il mare. Carl Schurz fu un famoso politico che divenne poi segretario per l'interno degli Stati Uniti. Karl Leopold Matthies venne coinvolto nella carica di Missionary Ridge a Chattanooga, nel Tennessee, dove venne ferito. Alexander Schimmelfennig evitò la cattura alla battaglia di Gettysburg nascondendosi in un porcile. August Willich venne catturato nella battaglia di Stones River, e venne ferito nella battaglia di Resaca. Altro personaggio di rilievo fu Frederick Salomon, fratello del governatore del Wisconsin in tempo di guerra, Edward Salomon.
Nella Confederazione sudista, il più famoso tra i prussiani fu Heros von Borcke, un ufficiale che prestò servizio nello staff del comandante di cavalleria Jeb Stuart. Il più alto per grado tra i prussiani confederati fu Adolphus Heiman, veterano della guerra messico-statunitense che divenne colonnello e probabilmente generale di brigata prima della sua morte nel 1862. Il barone Robert von Massow, figlio del ciambellano del re di Prussia, prestò servizio sotto il comando di John S. Mosby nel 43rd Virginia Cavalry Battalion. Massow prestò servizio poi come comandante del IX corpo d'armata tedesco appena prima della prima guerra mondiale. Justus Scheibert fu un militare prussiano che per sette mesi funse da osservatore al seguito del generale confederato Robert E. Lee, presenziando tra l'altro alla battaglia di Chancellorsville ed alla battaglia di Gettysburg del 1863. Al suo ritorno in Prussia nel 1864, Scheibert scrisse le sue osservazioni e le pubblicò in un volume che divenne popolare tra gli addetti militari tedeschi.

## Azioni ufficiali
Gran parte degli stati tedeschi erano troppo interessati agli eventi europei per interessarsi alla guerra in America, ma espressero le loro opinioni di simpatia ora con l'Unione, ora con i confederati. Come le principali potenze mondiali, la Prussia e il suo rivale nell'area tedesca, l'impero austriaco, si dimostrarono meno interessati alla guerra civile americana di quanto non lo fossero Gran Bretagna e Francia, per ovvie ragioni di interessi economici e coloniali. Per quanto riguarda le azioni del generale Sherman in Georgia, il generale prussiano Helmuth Karl Bernhard von Moltke disse che non vi era nulla da imparare da quella "massa armata". Per tutta risposta, il generale Sherman comparò Moltke ad un "cretino".
Nel 1862, il segretario per gli esteri britannico, Lord John Russell, tentò senza successo di coinvolgere la Prussia nella guerra al fianco di Francia e Russia per chiedere un armistizio alla guerra.